# Hermerich

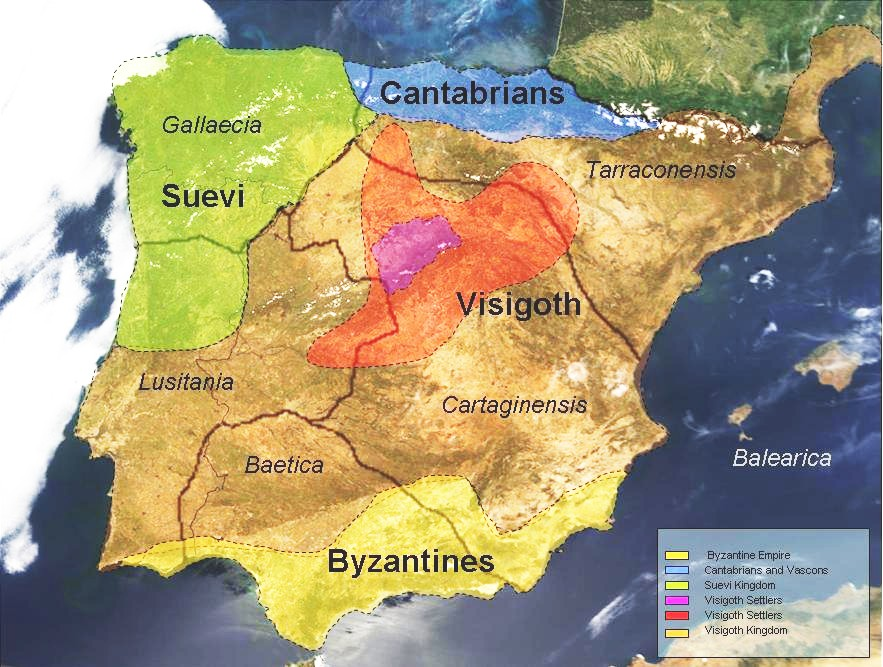
Pyrenejský poloostrov a politické dělení v 5. století

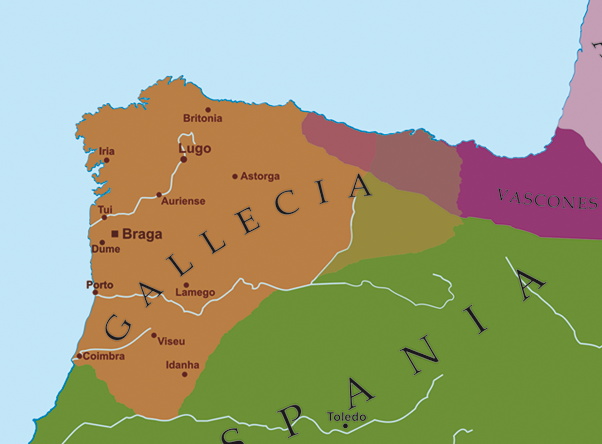
Mapa provincie Gallaecia. Území, kde Hermerich založil království Svébů

Hermerich také Hermeric (okolo 360? – 441) byl první král germánského kmene Svébů. Vládl v letech 409–438 na území bývalé římské provincie Gallaecia, která ležela na severozápadě Pyrenejského poloostrova v místech, kde se dnes nachází Asturie a Galicie.
Pocházel pravděpodobně z území dnešní Moravy či Slovenska. Počátkem 5. století v době stěhování národů se vydal se svým kmenem na západ, kam pravděpodobně Svébové unikali před kočovným kmenem Hunů, který v roce 395 vyplenil Balkánský poloostrov a expandoval dále do Evropy. Při expanzi na západ dne 31. prosince 406 překročil se svým kmenem zamrzlý Rýn a v bitvě u Mohuče s pomocí Hasdingů a Alanů porazil franské foederaty, což mu umožnilo expandovat dále do Galie, kterou s ostatními germánskými kmeny pustošil. V roce 409 se stal prvním králem Svébů.
Za jeho vlády se Svébové usadili v Gallaecii na severozápadě Pyrenejského poloostrova, kde v roce 409 založili království Galicie. V roce 438 již nebyl schopen pro nemoc dále vládnout a tak se králem Svébů stal jeho syn Rechila. Zemřel v roce 441.
Po jeho smrti si Rechila podmanil římskou provincii Hispania Baetica. Hermerich měl dva syny Rechilu (410–448) a Hunimunda (asi 395–469)